# TKKG
 (juillet 2019).
Si vous disposez d'ouvrages ou d'articles de référence ou si vous connaissez des sites web de qualité traitant du thème abordé ici, merci de compléter l'article en donnant les références utiles à sa vérifiabilité et en les liant à la section « Notes et références ».
TKKG est une série allemande de romans d'aventures pour jeunes adolescents écrite par Stefan Wolf, pseudonyme de Rolf Kalmuczak, et publiée en Allemagne de 1979 à 2011. C'est l'adaptation littéraire d'une série de pièces radiophoniques à succès crée par Rolf Kalmuczak.
En France, la série est parue de 1981 à 1985 dans la collection Bibliothèque rose aux éditions Hachette Jeunesse. Seuls quinze des 107 romans écrits par Stefan Wolf, ont été publiés en France.

## Genèse
L'auteur, Rolf Kalmuczak (1938-2007) a choisi le pseudonyme de Stefan Wolf car il pensait que le nom « Wolf » (loup en allemand) serait plus facilement mémorisable par un jeune lectorat.
À l'origine, la série devrait être publiée sous le nom de Le Club des quatre, mais comme existait déjà la célèbre série Le Club des cinq d’Enid Blyton, Rolf Kalmuczak a décidé de nommer la sienne d'après les premières lettres des quatre personnages de sa série : TKKG (Tarzan, Karl, Klaus, Gaby).

## Présentation
Très grand succès avec plus de quatorze millions de livres vendus, TKKG et ses dérivés, est l’un des plus grands succès commerciaux allemands. Le nombre de cassettes audio et de CD vendus s’élève à 33 millions.
Depuis la mort de Rolf Kalmuczak en 2007, la série a été reprise par dix auteurs allemands différents, à la demande expresse du créateur.
Dans les pays germanophones, TKKG est, avec la série américaine Les Trois Jeunes Détectives, la série jeunesse la plus vendue en Allemagne.

## Thème de la série
TKKG est le nom d'un gang de quatre jeunes adolescents. Cet acronyme est formé de la première lettre du prénom de ses membres : Tarzan, Karl, Klaus et Gaby.
Le club enquête sur des vols, cambriolages, enlèvements, et sur le terrorisme. Il est aidé par Oscar, le chien de Gaby, ainsi que par le père de celle-ci, qui est commissaire.
Les personnages sont âgés de douze à dix-sept ans (dans les derniers volumes, ils ont tous quatorze ans).
Dans les romans, l’auteur traite des préoccupations liées à la jeunesse telles que l’alcool, la drogue, les vêtements, les voitures, les amitiés et les fêtes.
L'auteur a fréquenté le même le pensionnat qu'il dépeint dans la série, dont les scènes se déroulent en partie à Bad Sachsa et ses environs.

## Personnages
- Tarzan

Il est le chef du gang. Il pratique les arts martiaux : le judo, d’abord, puis, plus tard, le ju-jitsu. Il aime l'aventure et a le béguin pour Gaby, avec laquelle il se montre très protecteur. Il est interne dans un pensionnat.
Dans les éditions allemandes, il a dû abandonner le surnom de Tarzan car ce nom est protégé par une licence d'exploitation américaine. Tarzan a donc été rebaptisé du surnom de Tim (diminutif de Timothée).
- Karl

On l'appelle l'"ordinateur" car il possède une mémoire phénoménale. Dans la première série de romans originaux écrite par Stefan Wolf, son père est professeur de physique. Il est grand et mince avec un « visage de lévrier », et il porte des lunettes de nickel (il est très myope) qu'il nettoie chaque fois qu'il est nerveux. Il ennuie souvent les autres avec ses conférences. Il est dans la même classe que Tarzan, en externe.
- Klaus, dit Bouboule

Il est appelé Bouboule à cause de son amour immodéré pour le chocolat (son père est un riche chocolatier) et tout ce qui est sucré. Klaus partage la chambre de Tarzan au pensionnat (parce qu'il s'ennuyait chez lui). Bouboule est drôle mais agit parfois de façon imprudente. Néanmoins, il a parfois des bouffées d'inspiration géniales (souvent à son insu) qui s'avèrent utiles pour les enquêtes.
- Gaby, dite Patoche

Son surnom lui vient de ce qu'elle adore les animaux (pattes). Elle est décrite comme une très jolie fille aux cheveux blond doré et aux yeux bleus frangés de longs cils noirs. Elle est courageuse et juste, et  milite pour les droits des animaux (elle est d'ailleurs végétarienne). Son père est commissaire et sa mère tient une épicerie fine. Gaby possède un chien nommé Oscar. L'auteur a déclaré que sa fille a servi de modèle pour le personnage de Gaby.
- Oscar

C'est le cinquième membre non officiel du club des KKG. C'est un cocker noir et blanc, aveugle d'un œil. Grâce à son flair, il aide ses amis dans leurs enquêtes.

## Liste des titres parus en France
| France (Hachette - Bibliothèque Rose) | France (Hachette - Bibliothèque Rose) | France (Hachette - Bibliothèque Rose) | Allemagne (Pelikan) | Allemagne (Pelikan)                | Allemagne (Pelikan) |
| ------------------------------------- | ------------------------------------- | ------------------------------------- | ------------------- | ---------------------------------- | ------------------- |
| N°                                    | Titre                                 | Parution                              | N°                  | Titre                              | Parution            |
| 01                                    | La Chasse aux voleurs                 | 1981                                  | 01                  | Die Jagd nach den Millionendieben  | 1979                |
| 02                                    | Le Voyant aveugle                     | 1981                                  | 02                  | Der Blinde Hellseher               | 1979                |
| 03                                    | Un trésor tombé du ciel               | 1981                                  | 03                  | Das Leere Grab in Moor             | 1979                |
| 04                                    | Le Paquet à la tête de mort           | 1981                                  | 04                  | Das Paket mit dem Totenkopf        | 1979                |
| 05                                    | Le Fantôme à la moto                  | 1981                                  | 05                  | Das Phantom auf dem Feuerstuhl     | 1979                |
| 06                                    | Les durs de 4e A                      | 1981                                  | 06                  | Angst in der 9a                    | 1979                |
| 07                                    | Une affaire en or                     | 1982                                  | 07                  | Rätsel um die alte Villa           | 1980                |
| 08                                    | Les Braconniers du clair de lune      | 1982                                  | 08                  | Auf der Spur der Vogeljäger        | 1980                |
| 09                                    | Halte au chantage                     | 1983                                  | 10                  | Alarm im Zirkus Sarani             | 1980                |
| 10                                    | Punks et fausse monnaie               | 1983                                  | 11                  | Die Falschmünzer vom Mäuseweg      | 1980                |
| 11                                    | Nuits de feu                          | 1983                                  | 12                  | Nachts, wenn der Feuerteufel kommt | 1981                |
| 12                                    | Fric-frac au musée                    | 1983                                  | 14                  | Der Schlangenmensch                | 1981                |
| 13                                    | Le Voleur de cheveux                  | 1984                                  | 15                  | Ufos in Bad Finkenstein            | 1981                |
| 14                                    | X 8 ne répond plus                    | 1985                                  | 16                  | X 7 antwortet nicht                | 1981                |
| 15                                    | Fausses jumelles et vrais sosies      | 1985                                  | 17                  | Die Doppelgängerin                 | 1981                |

Nota : Seuls certains titres ont été traduits en français, d'où la différence de numérotation entre la section française et la section allemande.
Se référer à TKKG-site.de pour avoir la liste intégrale des livres publiés en Allemagne.

## Adaptations

### À la télévision
- 1985 : TKKG : série télévisée en 13 épisodes[4].
- 1985 à 1987 : Ein Fall für TKKG (en français, Un cas pour TKKG) : dessin animé allemand en 12 épisodes diffusée sur la chaîne ZDF.

### Au cinéma
- 1992 : Ein Fall für TKKG : Drachenauge (en français, Un cas pour TKKG : L’œil du dragon)[5], réalisé par Ulrich König sur un scenario de Stefen Wolf.
- 2006 : TKKG und das Geheimnis um die rätselhafte Mind Machine (en français, TKKG et le Secret de la Mystérieuse Machine mentale), film allemand réalisé par Tomy Wigand.
- 2019: TKKG, film allemand réalisé par Robert Thalheim.

### À la radio
Depuis 1981, une série de pièces radiophoniques est publiée d'après la série de livres, sous la direction de Heikedine Körting. Seuls les 31 premiers épisodes sont identiques à la numérotation des livres.

### Bande dessinée
- 1987–1989 : 17 albums aux éditions Egmont Ehapa Verlag